# Zeev Ben-Zvi
Zeev Ben-Zvi (זאב בן-צבי) (1904 - Jerusalén, Israel, 16 de mayo de 1952)  fue un escultor polaco-israelí nacido en Ryki, Polonia, cuyo trabajo influyó en una generación de escultores.

## Biografía
Nacido Beniamin Kujawski, Zeev Ben-Zvi estudió en la Academia de Bellas Artes de Varsovia. En 1923 emigró a Eretz Israel, donde estudió en la Escuela de Arte Bezalel de Jerusalén de 1923 a 1924.
Cuando se inauguró la Nueva Escuela Bezalel, enseñó escultura allí desde 1926 hasta 1927. En 1937 viajó a París y luego a Londres de 1937 a 1938. 
Se especializó en retratos de cabezas en cobre batido y yeso amontonado, que trató de forma cubista. En 1947, creó el monumento "En memoria de los niños de la diáspora" en Mishmar Haemek.

## Galería

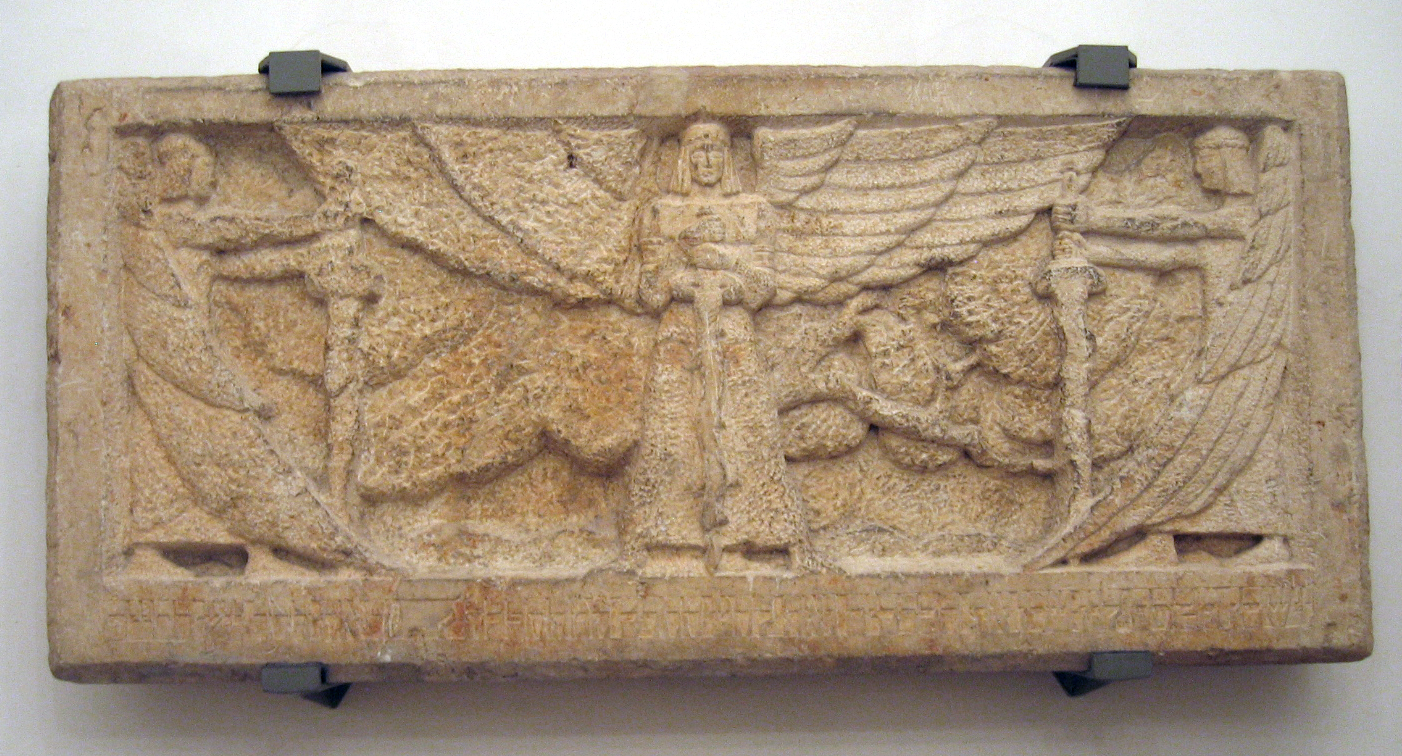
"Expulsión del Edén", 1929, Relieve en piedra sin terminar de Ze'ev Raban y Ze'ev Ben-Zavivit, Casa de los Artistas en Jerusalén.
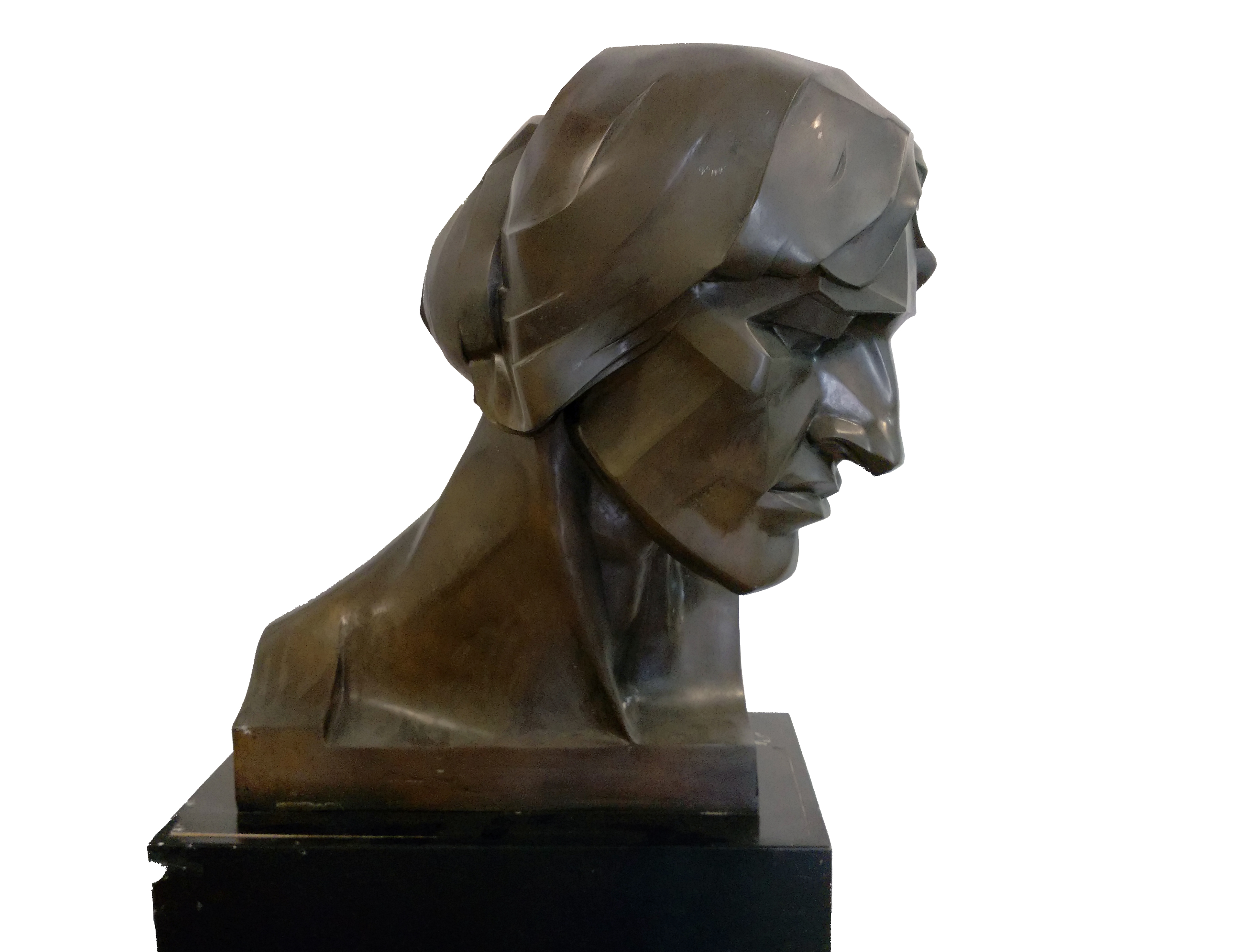
Retrato de la señora Thelma Yellin-Bentwich, c. 1931, bronce, Museo de Arte de Tel Aviv / Escuela Secundaria Thelma Yelin, Givatayim
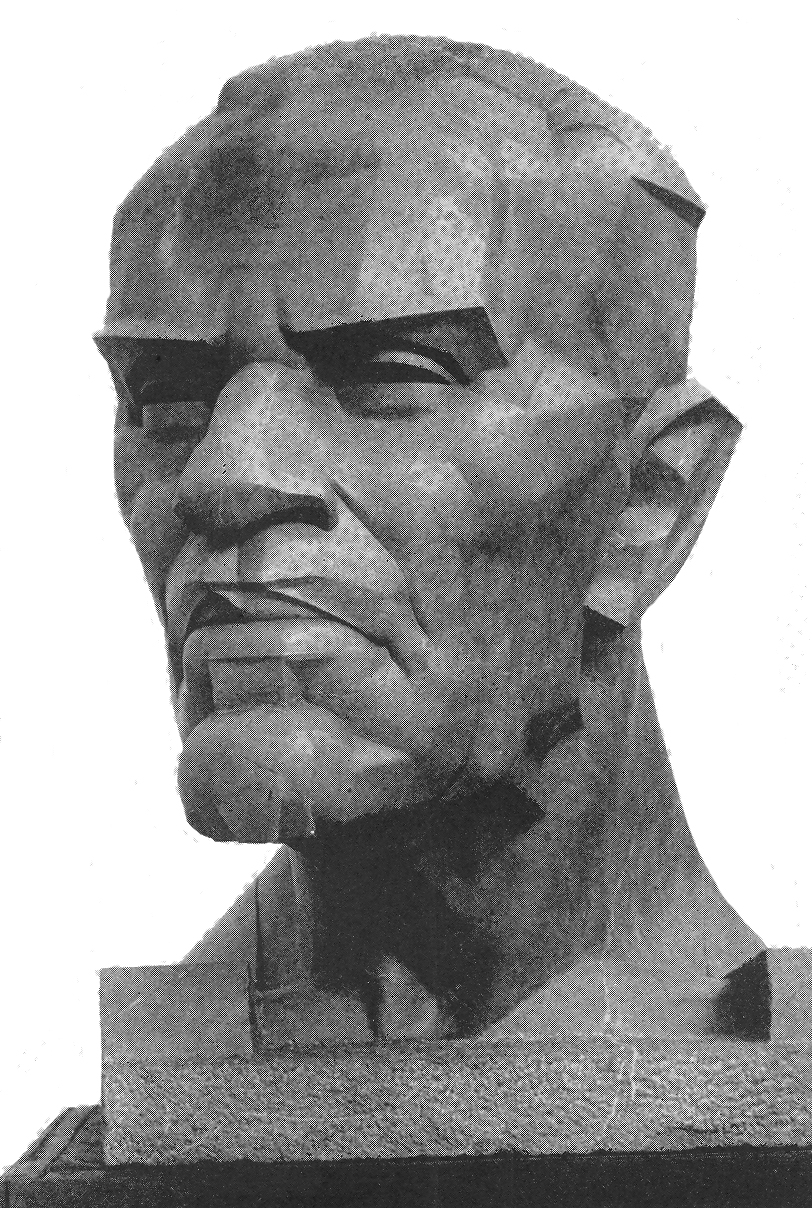
Retrato de Shmariahu Levin, 1935, Piedra de Jerusalén, Altura 53cm, Museo de Arte de Tel Aviv
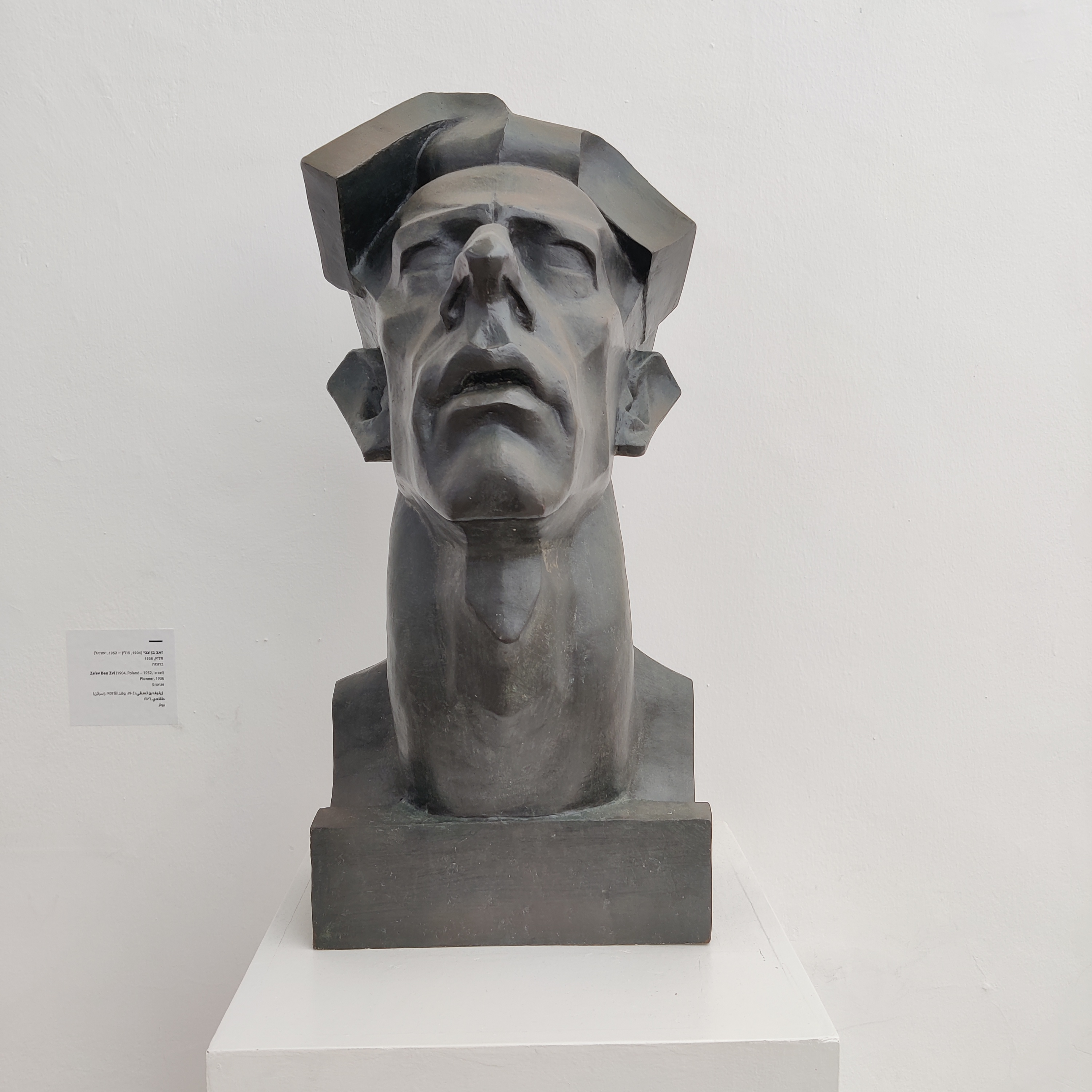
Pionero (1936), bronce, Centro de Arte Haim Atar, Ein Harod
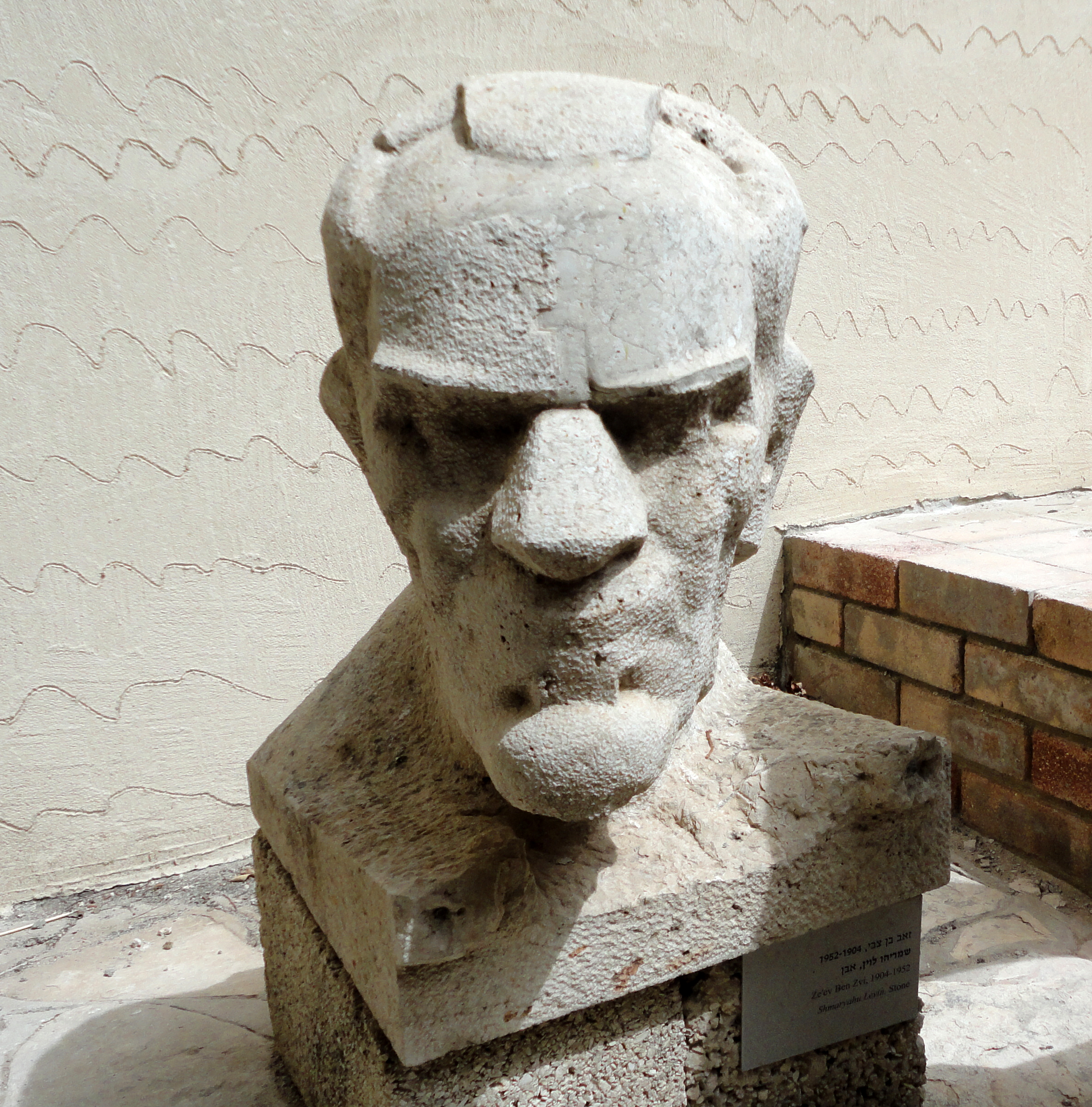
Retrato de Shmariahu Levin, 1930, piedra, Centro de Arte Haim Atar, Ein Harod
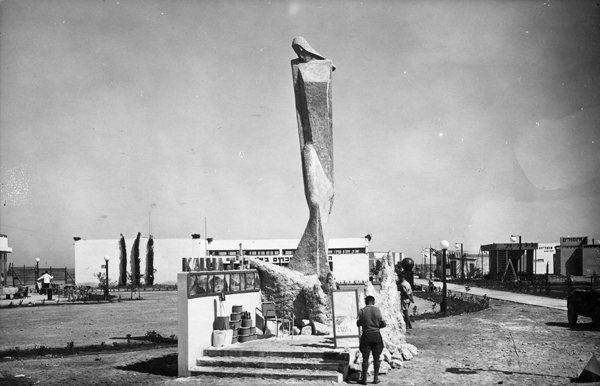
Estatua de la esposa de Lot en la Feria oriental, 1934, Fotografía de la colección del Centro de Información de Arte Israelí
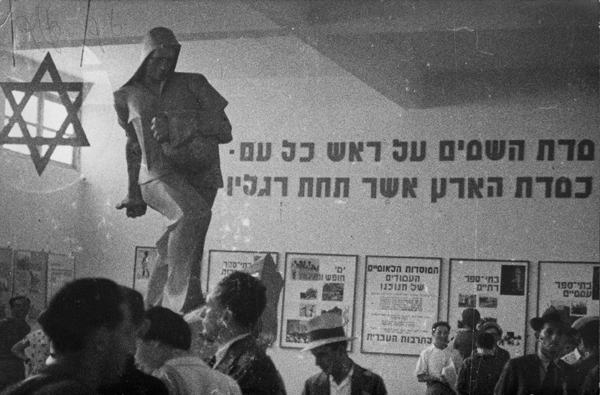
La estatua del sembrador, la Feria de Oriente, 1934, Foto de la colección del Centro de Información de Arte de Israel
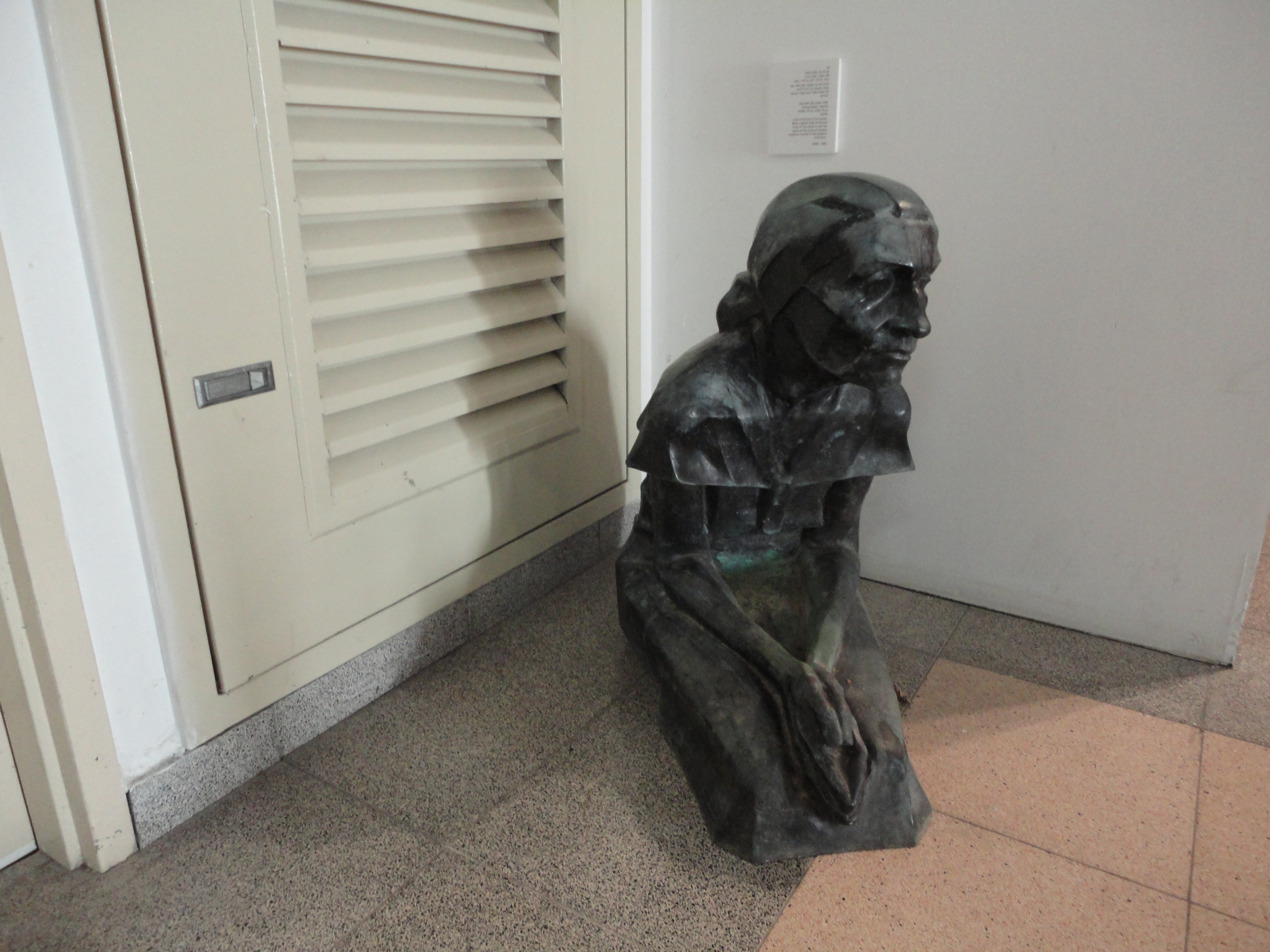
Mujer sentada, sin fecha, bronce, Altura 61 cm, longitud 52 cm, Colección privada
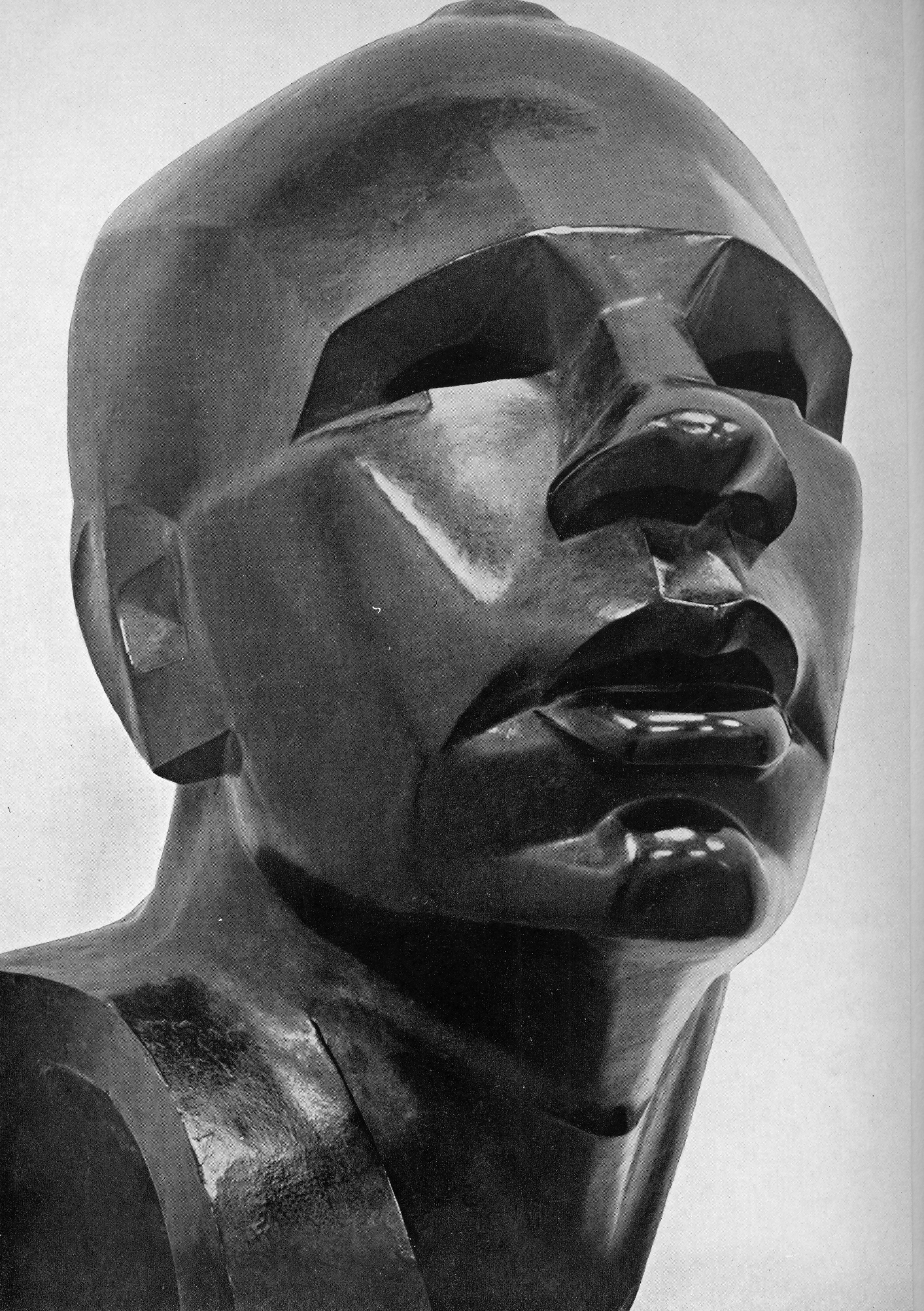
Retrato de Aharon Maskin, bronce, Altura 36cm, Museo de Israel
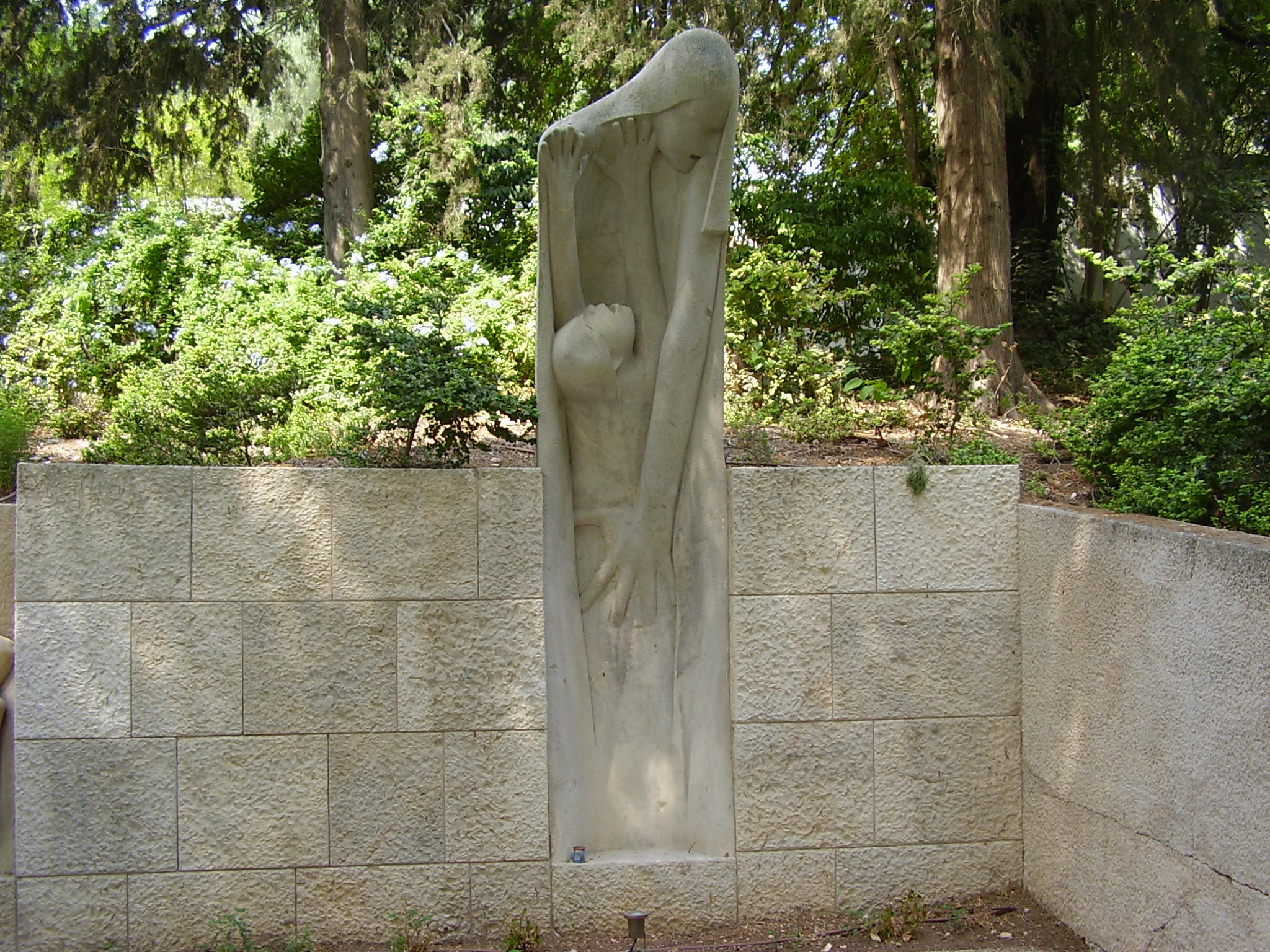
"Una mano a los niños de la diáspora" (detalle), 1945, piedra, Mishmar HaEmek
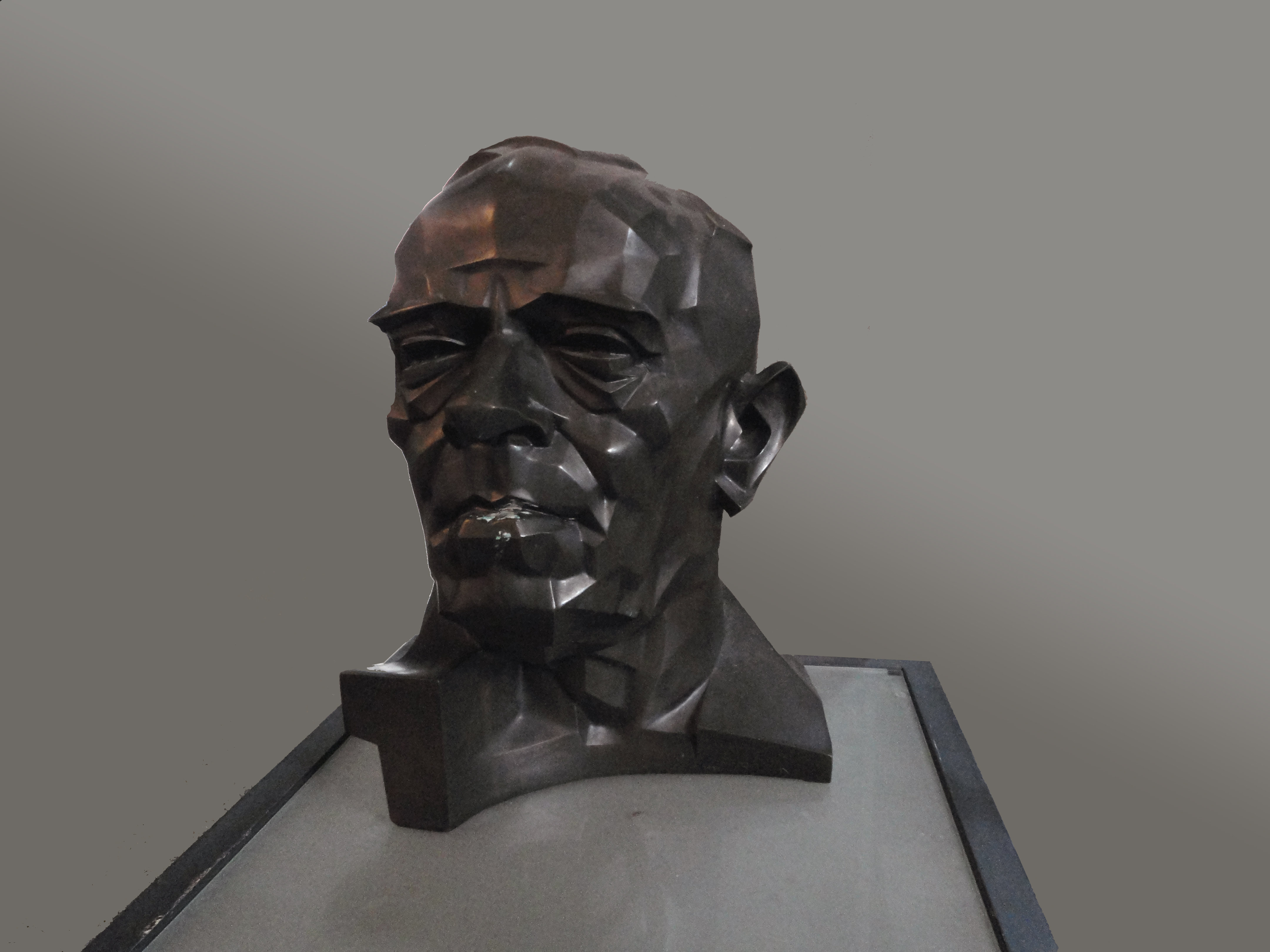
Retrato de Meir Dizengoff, bronce, Tribunal de Distrito, Tel Aviv-Yafo
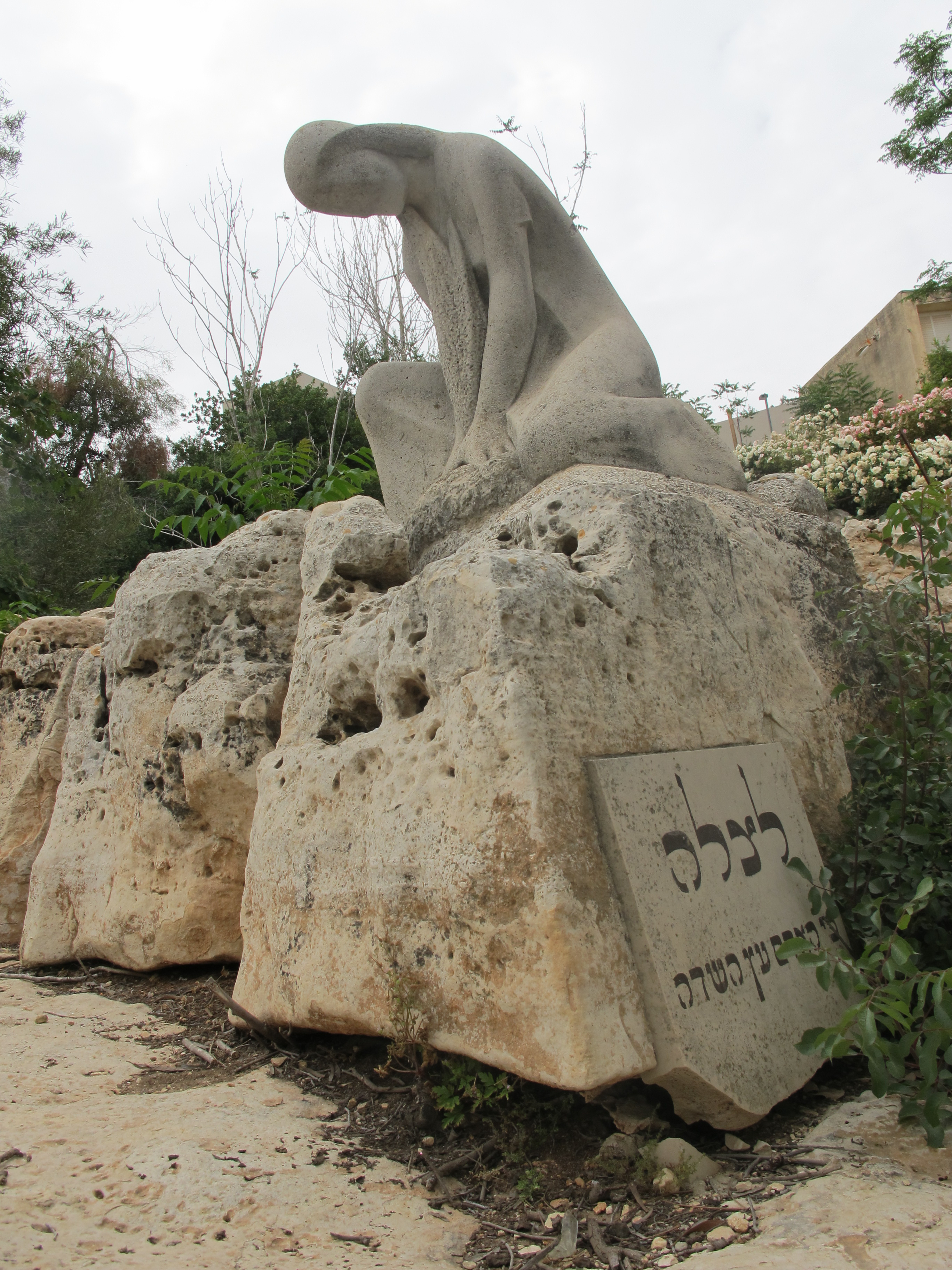
Una estatua en memoria de Tsila en el kibutz Kiryat Inavim
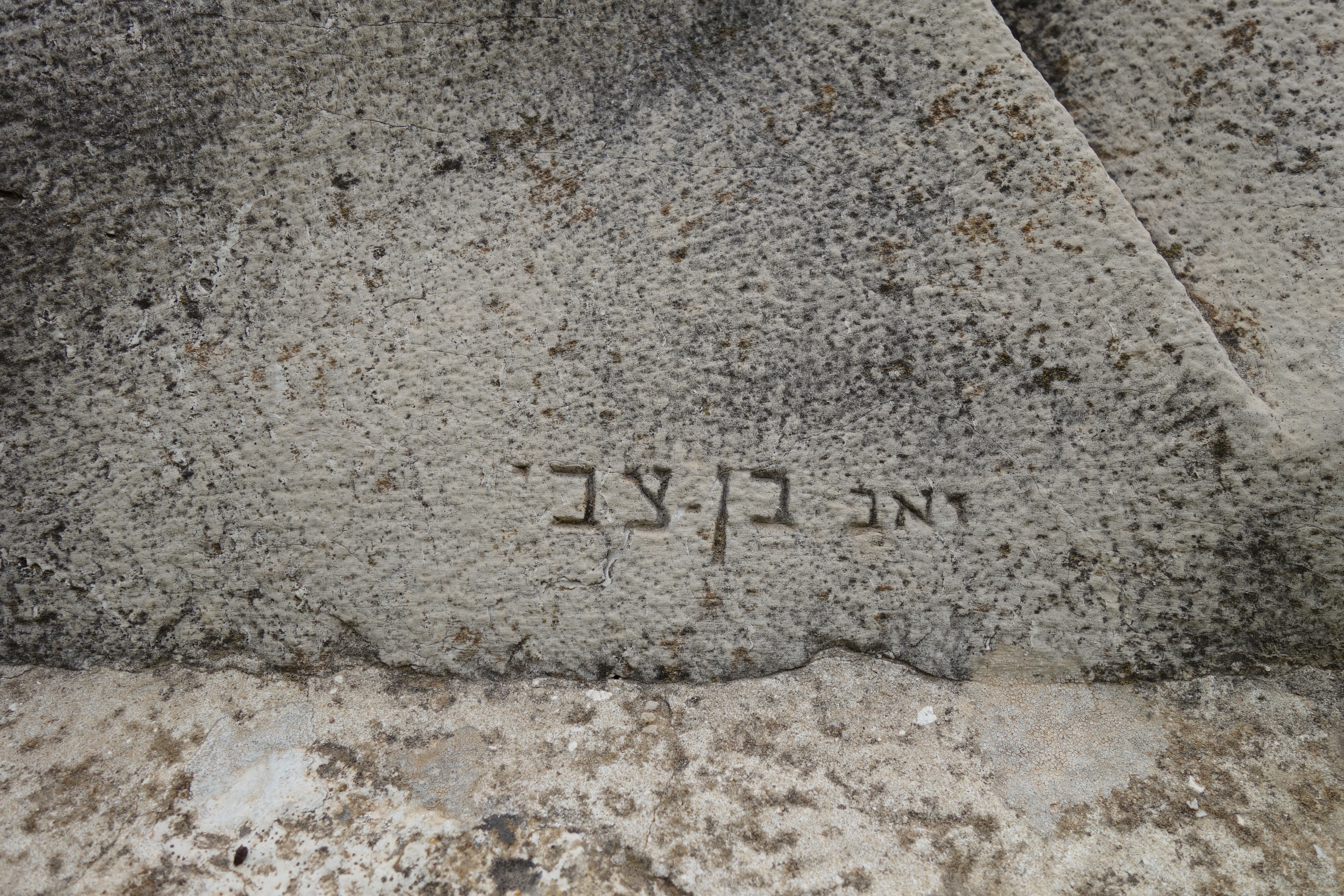
La firma de Ben Zvi en la parte inferior de la estatua en memoria de Tzila

## Premios y reconocimientos
- En 1953, Ben Zvi recibió el Premio Dizengoff de Escultura.[3]
- También en 1953, fue galardonado con el Premio Israel de escultura,[4] siendo el año inaugural del premio y, en consecuencia, fue el primer artista en recibir este honor.

## Otras lecturas
- Newman, Elias, Arte en Palestina, Siebel Company, editores, Nueva York 1939
- Gamzu, H., Ben-Zvi, Esculturas, 1955